# Április 14.
Április 14. az év 104. (szökőévben 105.) napja a Gergely-naptár szerint. Az évből még 261 nap van hátra.
Névnapok: Tibor + Bende, Bene, Benedek, Benediktusz, Euszták, Gusztáv, Jusztián, Jusztin, Lavínia, Lida, Lídia, Maxim, Tiborc, Tomázia, Tomazina

## Események

### Politikai események
- 1471 – York győzelmet hoz a barneti csata.
- 1533 – Laszky Jeromos ostromolja Móré Lászlótól Várpalotát (Palota ostroma)
- 1849 – Debrecenben az országgyűlés határozatot fogad el a függetlenségi nyilatkozat kiadásáról és a Habsburg-ház trónfosztásáról. Ezután Kossuth Lajost kormányzó-elnökké választják.
- 1865 – John Wilkes Booth meglövi Abraham Lincoln amerikai elnököt, aki másnap belehal sebesülésébe.
- 1921 – Megalakul Gróf Bethlen István kormánya.
- 1957 – Családjával a romániai Snagovba deportált Nagy Imrét letartóztatják és küzdőtársaival együtt budapesti börtönbe zárják.
- 1967 – A Kállai-kormány lemond, mivel Kállai Gyula az Országgyűlés elnöke lett.
- 1977 – VI. Pál pápa fogadja a magyar katolikus püspöki kar tagjait.
- 2008
  - A magasabb fizetésért tüntető vasüzemi dolgozók összetűzésbe kerülnek a rendőrökkel a romániai Galați városában.
  - Silvio Berlusconi és pártja magas fölénnyel nyer az olasz előrehozott parlamenti választásokon.
- 2009 – Konstruktív bizalmatlansági indítvány benyújtásával saját pártja indítványozására a magyar Országgyűlés 204 igen szavazattal, 8 tartózkodással leváltja Gyurcsány Ferenc miniszterelnököt, helyére Bajnai Gordon korábbi minisztert választják.

### Tudományos és gazdasági események
- 1889 – Veress Ferenc fényképész, feltaláló megoldotta a színek rögzítését.
- 1970 – Az Apollo–13 oxigéntankja felrobban.
- 1972 – Elindul az első szovjet űridőjárás kutató műhold, a Prognoz–1.
- 1981 – Visszatér az első űrrepülőgép, a Columbia a földre John Young és Robert Cripen űrhajósokkal a fedélzetén.

### Kulturális események
- 2002 – Elindul az IWIW közösségi weboldal.

#### Irodalmi, színházi és filmes események
- 1987 – Budapesten a Népligetben megnyílik a Jurta Színház.
- 1987 – Megalakul a Thália Stúdió Los Angeles-i Magyar Színkör

### Sportesemények
Formula–1
- 2002 –  San Marinó-i Nagydíj, Imola - Győztes: Michael Schumacher  (Ferrari)
- 2013 –  kínai nagydíj, Shanghai - Győztes: Fernando Alonso  (Ferrari)

### Egyéb események
- 1912 – Első útján jéghegynek ütközik a Titanic utasszállító luxushajó 23:40 perckor, 150 kilométerrel Új-Fundland partjai előtt. Másnap hajnalra elsüllyed, 1517 utas életét veszti.

## Születések
- 1371 – I. (Anjou) Mária magyar királynő, I. (Nagy) Lajos király leánya († 1395)
- 1578 – III. Fülöp spanyol király († 1621)
- 1629 – Christiaan Huygens holland csillagász († 1695)
- 1695 – Pietro Guarneri olasz hangszerkészítő († 1762)
- 1810 – Szále János Ignác festőművész († 1870)
- 1886 – Tóth Árpád magyar költő, műfordító († 1928)
- 1892 – Vere Gordon Childe ausztráliai biológus, archeológus, az egyik legnagyobb hatású őstörténész († 1957)
- 1902 – Balázs István magyar színész († 1976)
- 1903 – Daniss Győző magyar színész, rendező, a Békés Megyei Jókai Színház alapító színházigazgatója († 1956)
- 1904 – Sir John Gielgud angol színész († 2000)
- 1909 – Komoróczy György magyar történész, polonista, főlevéltáros († 1981)
- 1911 – Romzsa Tódor munkácsi görögkatolikus püspök († 1947)
- 1912 – Joie Chitwood (George Rice Chitwood) amerikai autóversenyző († 1988)
- 1912 – Király Béla vezérezredes, hadtörténész, az MTA tagja, az 1956-os Nemzetőrség főparancsnoka († 2009)
- 1912 – Polgár Dénes magyar újságíró, éveken keresztül a Magyar Televízióban sugárzott A Hét című műsor főszerkesztője († 2009)
- 1917 – Putnoki Gábor magyar táncdalénekes († 2001)
- 1919 – Geoff Ansell brit autóversenyző († 1951)
- 1925 – Rod Steiger Oscar-díjas amerikai filmszínész († 2002)
- 1927 – Alan Graham MacDiarmid új-zélandi születésű, Nobel-díjas amerikai vegyész († 2007)
- 1927 – Marsay Magda magyar opera-énekesnő († 2012)
- 1931 – Vic Wilson (Victor Wilson) brit autóversenyző († 2001)
- 1932 – Loretta Lynn amerikai énekesnő († 2022)
- 1935 – Erich von Däniken svájci író
- 1940 – Julie Christie Oscar-díjas amerikai színésznő
- 1943 – Fenyvesi Csaba háromszoros olimpiai bajnok párbajtőrvívó († 2015)
- 1943 – Katona Júlia magyar színésznő († 2007)
- 1945 – Ritchie Blackmore angol gitáros, zeneszerző, rockzenész, a Deep Purple egykori tagja
- 1948 – Kapitány Gábor magyar szociológus, kulturális antropológus
- 1949 – Berkes Zsuzsa magyar televíziós bemondó, műsorvezető, szerkesztő
- 1950 – Esterházy Péter Kossuth-díjas magyar író († 2016)
- 1951 – Déri János magyar újságíró, televíziós szerkesztő-riporter († 1992)
- 1955 – Drahos Béla karmester, fuvolaművész.
- 1961 – Robert Carlyle skót színész
- 1963 – Palásthy Bea magyar színésznő
- 1973 – Adrien Brody Oscar-díjas amerikai színész, producer
- 1975 – Dér Gabriella magyar színésznő
- 1977 – Sarah Michelle Gellar amerikai színésznő
- 1980 – Géczi Zoltán magyar színész
- 1984 – Bank István magyar labdarúgó, jelenleg a Kaposvári Rákóczi FC játékosa
- 1984 – Simon Márton magyar költő, műfordító
- 1985 – Christoph Leitgeb osztrák labdarúgó
- 1988 – Rattapark Vilairot thai motorversenyző, jelenleg a MotoGP kategóriájában versenyez
- 1988 – Roberto Bautista Agut spanyol teniszező
- 1990 – Szarka Ákos street workout versenyző, edző

## Halálozások
- 0911 – III. Szergiusz pápa
- 1711 – Bourbon Lajos, a Francia Királyság trónörököse (* 1661)
- 1759 – Georg Friedrich Händel német származású angol zeneszerző (* 1685)
- 1912 – Vécsey Tamás jogtudós, az MTA rendes tagja. (* 1839)
- 1917 – Lazar Markovics Zamenhof (Lazaro Ludoviko Zamenhof) lengyel optikus, filológus, az eszperantó nyelv megalkotója (* 1859)
- 1924 – Louis Sullivan amerikai műépítész, a modernizmus atyja, az első felhőkarcolók tervezője (* 1856)
- 1930 – Vlagyimir Vlagyimirovics Majakovszkij, grúz születésű szovjet-orosz költő, drámaíró (* 1893)
- 1935 – Emmy Noether német matematikusnő, a modern algebra egyik megalapozója (* 1882)
- 1946 – Horger Antal magyar nyelvész, egyetemi tanár (* 1872)
- 1986 – Simone de Beauvoir francia írónő, filozófus (* 1908)
- 1992 – Ronnie Bucknum (Ronald Bucknum) amerikai autóversenyző (* 1936)
- 1992 – Zsigmond László Kossuth-díjas történész, az MTA tagja (* 1907)
- 2009 – Maurice Druon francia író, kultúrpolitikus, „Az elátkozott királyok” c. regénysor szerzője (* 1918)
- 2011 – Csengery Judit magyar színésznő, előadóművész (* 1929)
- 2015 – Lászlóffy Csaba József Attila-díjas író, költő (* 1939)
- 2019 – Bibi Andersson svéd színésznő (* 1935)

## Ünnepek, világnapok
- A Könyvtárosok világnapja
- Black Day Dél-Koreában